# Desert Northern Hell
Desert Northern Hell ist das dritte Studioalbum der norwegischen Band Tsjuder. Es wurde 2004 veröffentlicht.

## Entstehung
Desert Northern Hell wurde im Juni und Juli 2004 im Triple T Studio von Harald Væmor aufgenommen, abgemischt und gemastert, produziert wurde es von ihm und Tsjuder.
Das Album erschien als Gatefold-LP mit Bonus-DVD und als Digipak.

## Titelliste
1. Malignant Coronation – 3:11 (Text und Musik: Nag)
2. Ghoul – 6:29 (Text: Draugluin)
3. Possessed – 3:54 (Text und Musik: Nag)
4. Lord of Swords – 4:14 (Text: Draugluin)
5. Helvete – 3:14 (Text und Musik: Nag)
6. Mouth of Madness – 8:00 (Text: Drakehov)
7. Unholy Paragon – 5:39 (Text: Draugluin)
8. Sacrifice – 3:30 (Bathory-Cover; Text und Musik: Quorthon)
9. Morbid Lust – 11:19 (Text: Draugluin)

## Musikstil und Texte
Die Musik orientiert sich an traditionellem skandinavischem Black Metal, ohne sich durch Innovationen von diesem zu entfernen, und wurde mit den Frühwerken von Enslaved, Immortal, Gorgoroth, Setherial, Bathory und Celtic Frost verglichen. Die Texte handeln von der Anrufung Satans, Dämonen, Besessenheit, Krieg, Apokalypse und morbidem Sex.

## Kritiken
Melanie Aschenbrenner vom Metal Hammer bezeichnete es als „Pech“, dass Desert Northern Hell „gerade in eine Art Renaissance des True Black Metal hineinveröffentlicht wird: Das dürfte 50 Hörer mehr bringen, und da wird es mit dem Nekro-Faktor eng. Aber Blutwurst – diese neun sägenden, durch und durch miesepetrigen Oden an die Finsternis gehören einfach unters Volk!“ Ihr Kollege Martin Wickler lobte das Album, das „null Innovation bietet, dafür aber mit Stil und Finesse die Aura der Aufstiegszeit der norwegischen Black Metal-Szene wiederzugeben weiß“. Es werde „altgedienten Recken“, die Alben wie Diabolical Fullmoon Mysticism oder In the Nightside Eclipse „zu ihrem Erscheinungsdatum erstanden haben, nicht das gleiche Feeling wie damals bescheren können. Aber Tsjuder schaffen es dennoch, den Hörer auf eine gelungene Zeitreise zu nehmen, als Black Metal noch durch Feeling und Attitüde bestimmt wurde und frei von pseudo-kommerziellen Fettnäpfchen und fragwürdigem, politischem Beigeschmack war. Genau das habe ich vermisst.“
Bruder Cle vom Rock Hard zufolge kommt das Album „dem Ideal einer perfekten Black-Metal-Scheibe schon sehr nahe. Bezeichnenderweise reiht sich das Bathory-Cover ‚Sacrifice‘ wie selbstverständlich in die eigenen Kompositionen ein. Songs wie das schleppende, Celtic-Frost-lastige ‚Mouth Of Madness‘ oder das elfminütige ‚Morbid Lust‘ sind weitere eindrucksvolle Beweise für das songschreiberische Talent des infernalischen Trios.“ Desert Northern Hell beweise, „wie lebendig die skandinavische Black-Metal-Szene momentan ist“. Sein Kollege Dorian Gorr bezeichnete es als „Kracher“, und Wolf-Rüdiger Mühlmann als „Faustschlag“ für die damalige norwegische Szene, „in der bis auf wenige Ausnahmen Hinz und Kunz einen auf erwachsen, reflektierend und progressiv machten. Barbarischer Black Metal mit jeder Menge Hass und ‚Fick dich, du klerikaler Burschenbeglücker!‘ schien in Norwegen weitgehend out.“